# Дом Свешникова (Казань, улица Гладилова)
Дом Свешникова — здание в Казани на улице Гладилова, дом 22. Памятник архитектуры республиканского значения. Построено в 1833 году под частный дом местного фабриканта П. А. Свешникова. В дальнейшем там размещалось училище, контора Алафузовских заводов, а после революции здание было приспособлено под коммунальное жильё. После распада СССР на протяжении более чем двадцати лет дом находился в запущенном состоянии, а в 2013 году был отреставрирован.

## История
Построен в 1833 году по проекту А. К. Шмидта, занимавшего в 1810—1834 годах пост казанского губернского архитектора. Заказчиком выступил владелец медно-литейного завода в Заречье, купец П. А. Свешников, в доме проживала его многочисленная семья. На доме была установлена чугунная доска с именем Свешникова, в дальнейшем некоторое время там снимало помещения Адмиралтейское 16-е училище. В конце 1880-х годов дом перешёл во владение купца И. И. Алафузова, основателя собственного торгово-промышленного дома в Адмиралтейской и Ягодной слободах, владельца обширных производств, кожевенного завода и льнопрядильной фабрики, активно занимавшегося скупкой земель и домовладений. С того времени здание использовалось под 3-е торгово-промышленное общество Алафузовских фабрик и заводов, там располагалась хозрасчетная контора. В конце XIX века в северо-восточной части дома были устроены антресоли. В 1920-х годах дом приспособили под коммунальное жильё. По всей вероятности, в начале XX века кирпичом был заложен ряд оконных проёмов второго этажа, а в 1960-х утрачены некоторые детали декора фасадов, в том числе капители пилястр и частично модульоны фронтонов портиков.

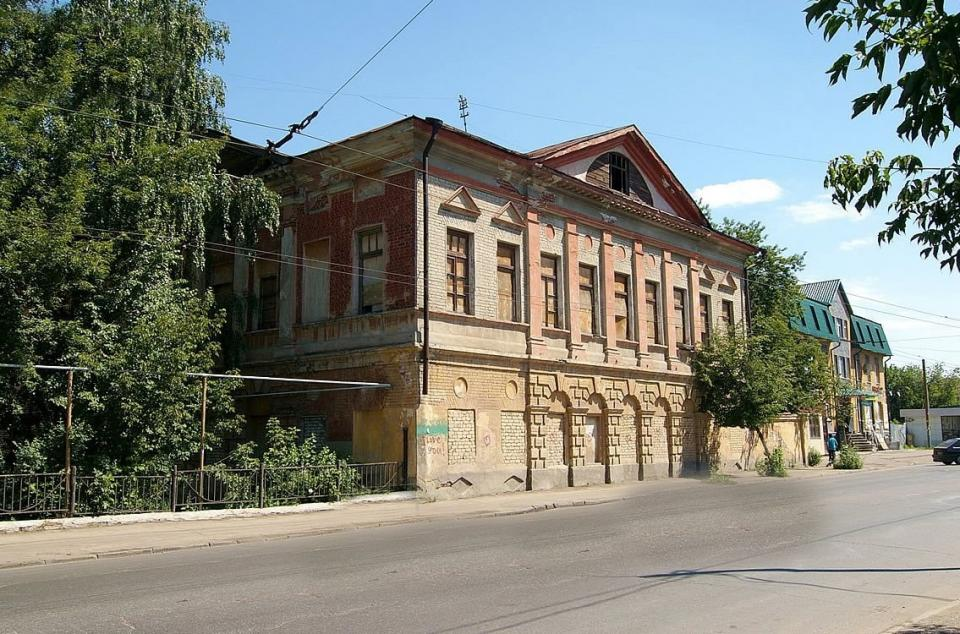
Дом Свешникова до реставрации

В 1990 году дом Свешникова постановлением Совета министров Татарской АССР признан памятником архитектуры местного значения. Более двух десятилетий здание не использовалось, стояло без крыши и отопления. В 2011 году исполнительный комитет Казани выставил дом Свешникова на аукцион, на котором здание было продано ООО «Нефтек» за 4 миллиона рублей с обязательством восстановления не позднее 2013 года. Вскоре была разработана проектная документация, проведена историко-архитектурная экспертиза, получены разрешения от властей и начаты восстановительные работы под контролем специалистов. Генеральный директор фирмы Ю. М. Тюхтин, уроженец Казани, проживавший на тот момент в Лондоне, потратил на реставрацию дома более 44 миллионов рублей. В результате, удалось сохранить оригинальные стены, деревянные перекрытия, перемычки на мансардном этаже, расчистить подвалы с кирпичной арочной кладкой, восстановить лепнину и пилястры, раскрыть историческую вентиляцию здания. Интерьеры были приспособлены для размещения учреждений, реставрация закончилась в 2013 году.

## Архитектура
Расположен на улице Гладилова (бывш. Архангельская, Алафузовская), № 22. Общая площадь здания составляет 829 квадратных метров, оно стоит на сравнительно небольшом земельном участке в 911 м². Дом Свешникова представляет собой интересный образец гражданской архитектуры начала XIX века в стиле позднего классицизма, когда архитектор минимальными художественными средствами попытался достичь максимальной выразительности. В плане здание решено в Г-образной форме, выстроено из кирпича в два этажа с антресолями по боковому фасаду, частично оштукатурено. Как классический тип городского усадебного здания имеет характерное поэтажное членение: на первом этаже размещались служебно-хозяйственные помещения, на втором — жилые, на антресолях — комнаты для прислуги. Парадные комнаты, расположенные вдоль главного фасада, выше жилых помещений, выходящих окнами во двор. Главный юго-западный, выходящий на улицу Гладилова, и боковой северо-западный, антресольный, фасады второго этажа решены равнозначно и выделены ризалитом ионического ордера из шести пилястр. Оба фасада симметричны, имеют по девять оконных осей. Пилястры установлены на выступ первого этажа, поддерживая в свою очередь широкий фриз с полосой в мелкий зубчик и карниз с большим выносом. Антаблементы оформлены рядами сухариков и модульонов. Венчает фасад довольно лёгкий треугольный фронтон, плоскость которого обшита тёсом, а в тимпанах имеются полуциркульные окна. Ризалитная часть нижнего этажа выделена рустовкой, оконные проёмы имеют прямоугольную форму, пять центральных окон помещены в арочные ниши с замковым камнем и в нижней части объединены подоконной тягой. Оконные проёмы второго этажа намного выше, чем первого, и по флангам декорированы треугольными сандриками. Пространство фасадов между окнами нижнего этажа и разделительным карнизом декорировано круглыми лепными модульонами. Другой боковой фасад, где расположен черный вход, оставлен без антресоли и фронтона.

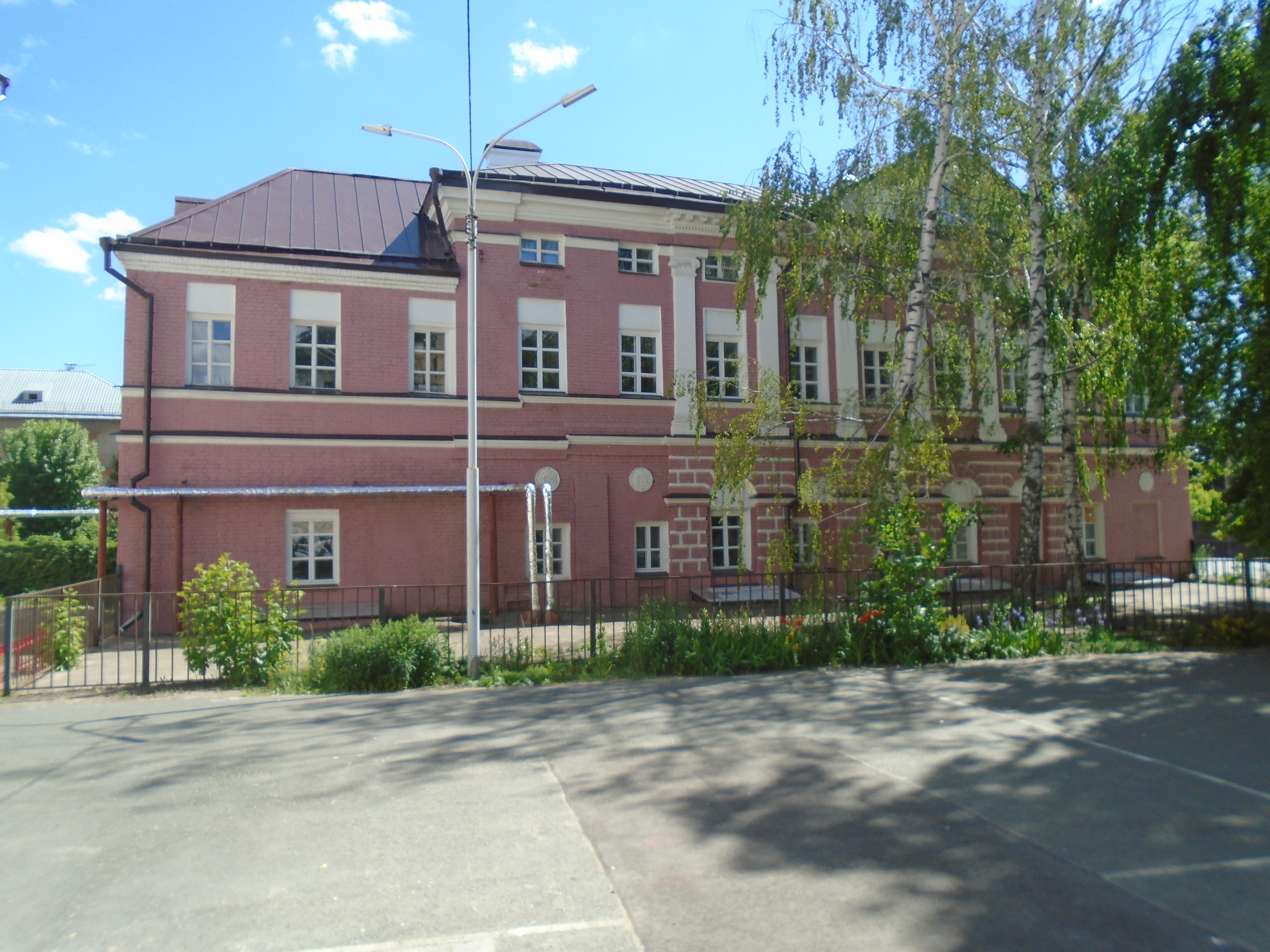
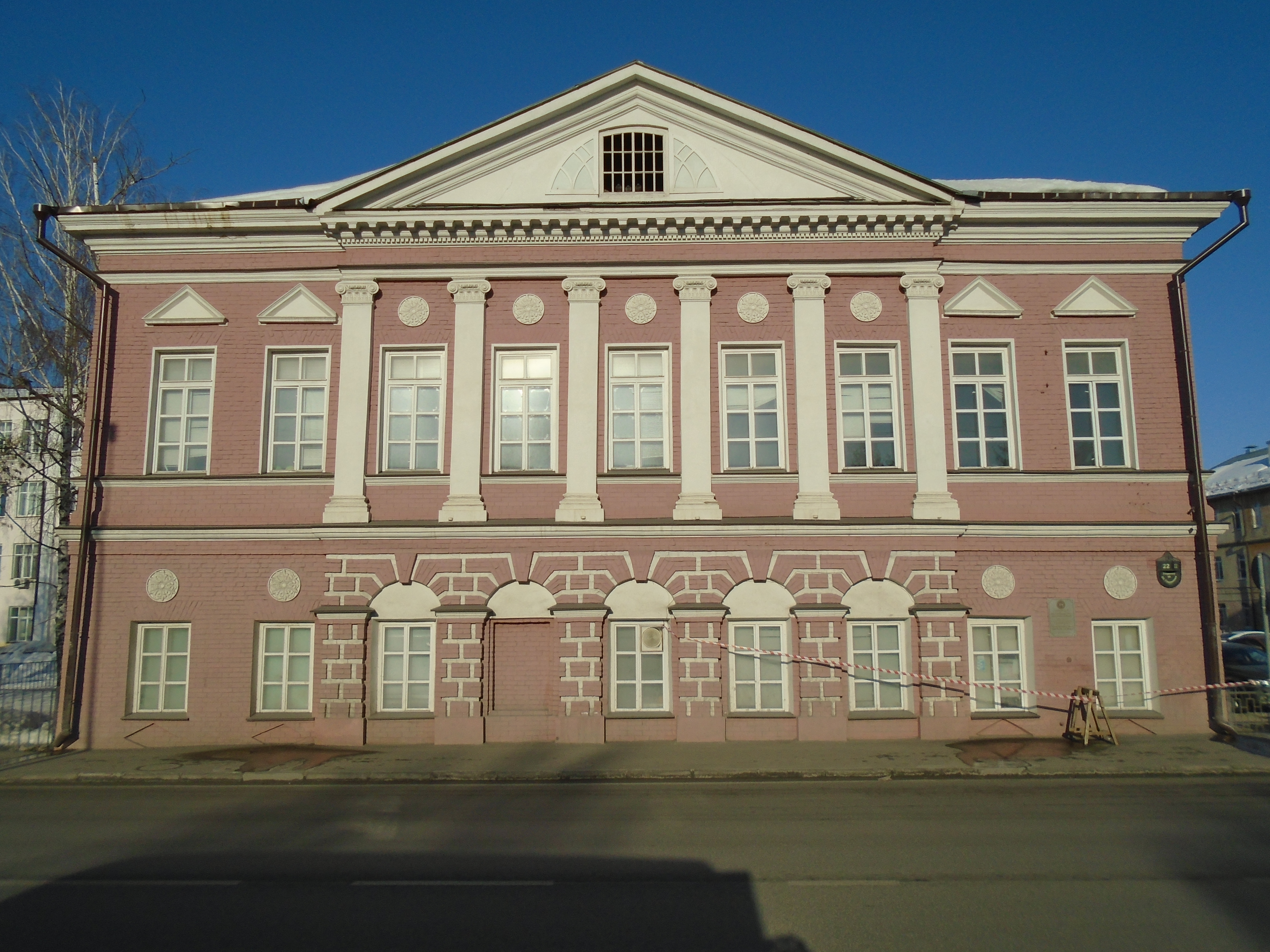
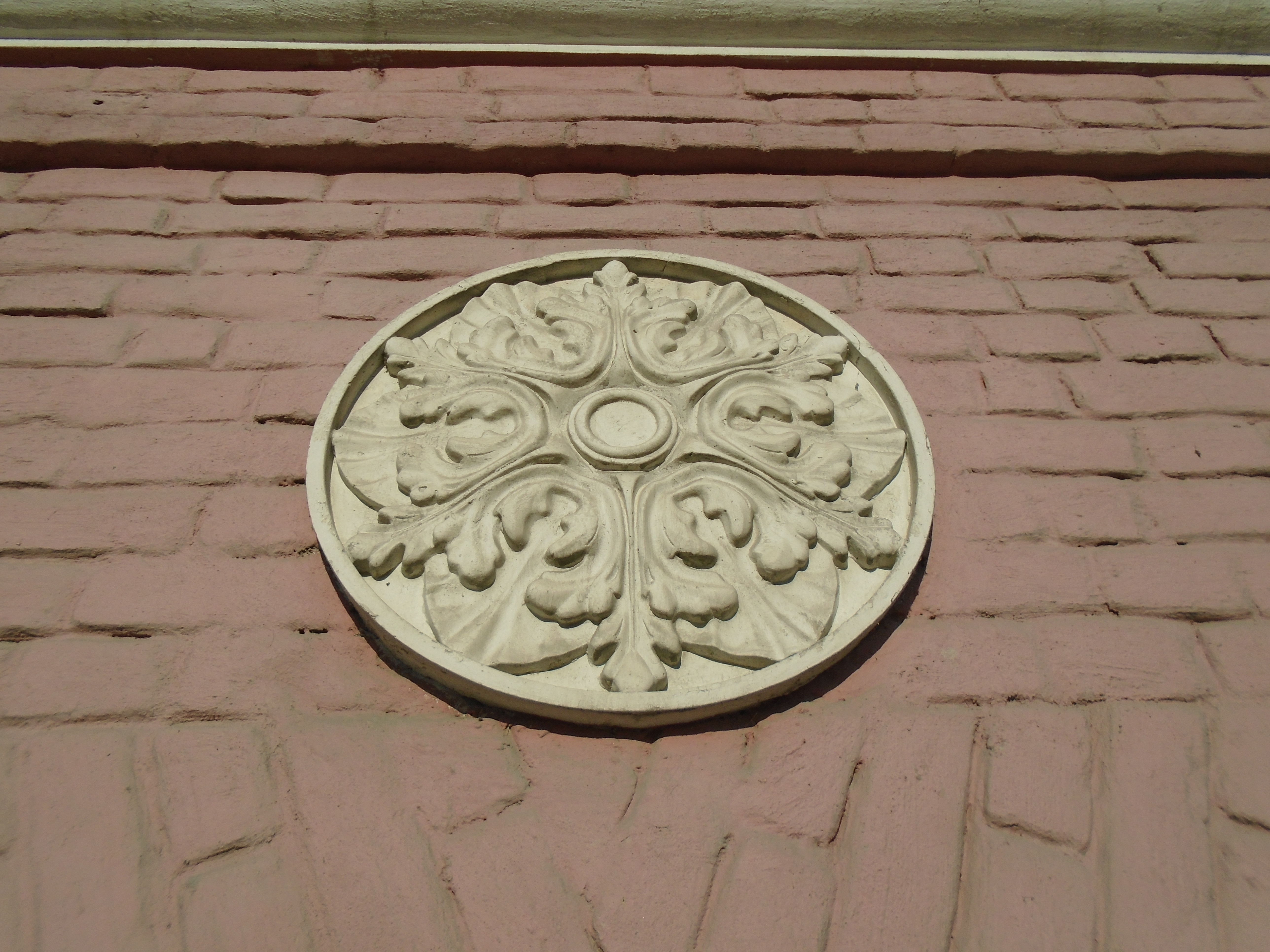
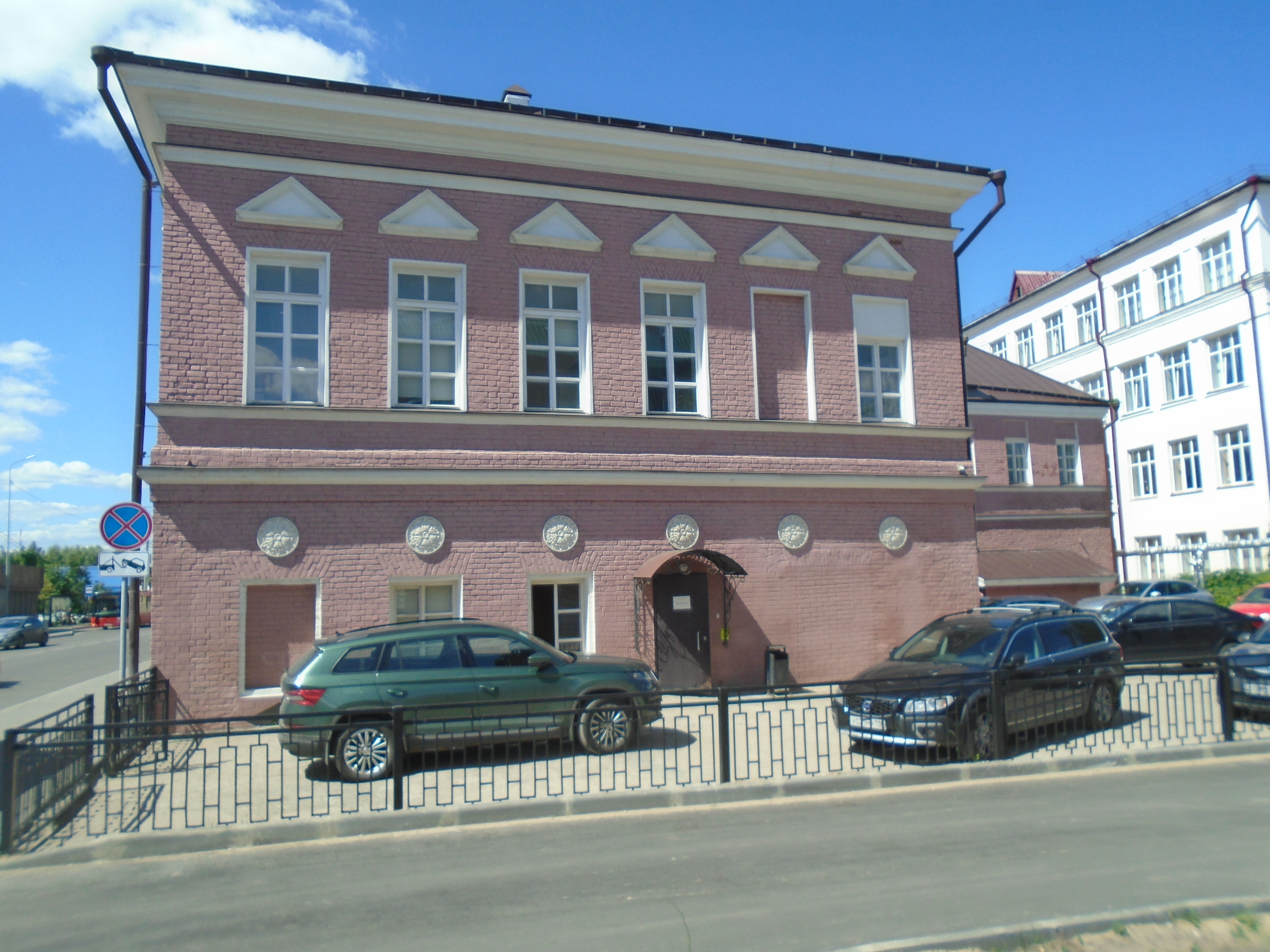